# The Impalas
The Impalas war eine US-amerikanische Vokalgruppe, die in den 1950er und 1960er Jahren mit Doo-Wop-Songs erfolgreich war.

## Mitglieder
- Joe „Speedo“ Frazier (* 5. September 1943, † 1. April 2014; Frontsänger)
- Tony Carlucci (1. Tenor)
- Lenny Renda (2. Tenor)
- Richard Wagner (Bariton)

## Geschichte
Die Gruppe begann 1958 mit den weißen Sängern Tony Carlucci, Lenny Renda und Richard Wagner als Straßenmusiker im Süden des New Yorker Stadtteils Brooklyn. Im Laufe des Jahres stieß der Afro-Amerikaner Joe „Speedo“ Frazier hinzu, er wurde zum Frontsänger, und das Quartett gab sich den Namen „The Impalas“. Es war der Name eines zu dieser Zeit populären Chevrolet-Models. Ende 1958 produzierten sie bei der kleinen in Hollywood ansässigen Plattenfirma Hamilton ihre erste Single mit den Titeln I Was a Fool und First Date. Nachdem die Platte unbeachtet geblieben war, nahmen sich die Songwriter Ardie Swern und Harry Giosasi der Gruppe an und schrieben für sie die Titel Sorry (I Ran All the Way Home) und Fool, Fool, Fool. Durch Vermittlung des prominenten Discjockeys Alan Freed übernahm deren Produktion das Jahr zuvor gegründete New Yorker Label Cub Records.
Die Single mit den beiden Titeln wurde Anfang Februar 1959 auf den Markt gebracht. Der A-Seiten-Titel Sorry (I Ran All the Way Home) erschien zum ersten Mal am 16. März in den Hot 100 des US-Musikmagazins Billbord. Von Platz 84 startend stieg der Song bis zum Platz zwei auf und konnte sich 18 Wochen in den Charts halten. In den Rhythm-and-Blues-Charts wurde Rang 14 erreicht, und auch in Großbritannien kamen die Impalas in die Hitlisten, wo sie bei New Musical Express auf Platz 28 landeten. Sorry (I Ran All the Way Home) verkaufte sich über eine Million Mal und wurde mit der Goldenen Schallplatte ausgezeichnet. Im Sommer 1959 veröffentlichte Cub mit den Impalas eine Langspielplatte, die denselben Titel wie der Erfolgssong erhielt.
Der Titel Oh What a Fool der Nachfolgesingle kam ebenfalls in die Hot 100, erreichte aber lediglich Platz 86. Danach produzierte Cub nur noch zwei weitere Impala-Singles, wobei auf der Letzten (Cub Nr. 9066) als Interpreten „Speedo and The Impalas“ angegeben wurde. Im September 1963 erschien die letzte Single der Impalas bei 20th Century Fox. Danach ging die Gruppe auseinander, kam aber 1980 im Rahmen einer Oldie-Tournee noch einmal zusammen.
1961 trat in den USA kurzfristig eine Mädchenband in Erscheinung, die sich ebenfalls The Impalas nannte. 1962 änderte die Band ihren Namen in The Four Jewels, später in The Jewels.

## US-Vinyl-Diskografie

### Alben
- 1959: The Impalas – Sorry (I Ran All the Way Home) (Cub 8003)

### Singles
| A/B-Seite                                              | Katalog-Nr.      | Veröffentlichung |
| ------------------------------------------------------ | ---------------- | ---------------- |
|                                                        | Hamilton         |                  |
| I Was a Fool / First Date                              | 50026            | Januar 1959      |
|                                                        | Capitol          |                  |
| I Ran All the Way Home / Fool, Fool, Fool              | 9022/1           | Februar 1959     |
| Sorry (I Ran All the Way Home) / Fool, Fool, Fool      | 9022/2           | Februar 1959     |
| Oh What a Fool / Sandy Went Away                       | 9033             | Juni 1959        |
| Peggy Darling / Bye Everyone                           | 9053             | Oktober 1959     |
| All Alone / When My Heart Does All the Talking         | 9066 a           | März 1960        |
|                                                        | 20th Century Fox |                  |
| There Is Nothing Like a Dame / Last Night I Saw a Girl | 428              | September 1963   |